# Aantrekkelijkheid
Aantrekkelijkheid is de mate waarin de lichamelijke eigenschappen van een persoon mooi worden bevonden. Het woord veronderstelt soms ook seksuele aantrekking, al kunnen de twee concepten ook los van elkaar gebruikt worden.
Er zijn grote individuele verschillen in de perceptie van aantrekkelijkheid. De aantrekkelijkheid van mensen is voor een deel sociaal en cultureel bepaald en verschilt dus afhankelijk van plaats, tijd en cultuur. In verschillende culturen en periodes zijn zo verschillende schoonheidsidealen tot stand gekomen, met name voor vrouwen. Toch blijken er in de perceptie van aantrekkelijkheid enkele universele elementen te bestaan die in alle culturen voorkomen.
Eigenschappen die bijna universeel aantrekkelijk worden bevonden bij mannen en vrouwen zijn symmetrie in lichaam en gelaat, een jeugdige uitstraling, een zuivere en egale huid en felle haar- en oogkleur. Er worden veel verschillen vastgesteld in de perceptie van aantrekkelijkheid tussen mannen en vrouwen. Gemiddeld genomen zijn (heteroseksuele) mannen aangetrokken tot vrouwen die slank zijn en kleiner dan zijzelf, die er jong uitzien en een symmetrisch gezicht, volle borsten, volle lippen en een taille hebben die merkbaar smaller is dan de heupen. Eigenschappen van mannen die vrouwen gemiddeld aantrekkelijk vinden, zijn een sterk symmetrisch gezicht, 'mannelijke' gezichtstrekken, brede schouders, lang(er) in lengte, een smalle taille en een V-vormige romp.